# Virgilio Dalupan
Virgilio Adam Dalupan, detto Baby (Malabon, 19 ottobre 1923 – Quezon City, 17 agosto 2016), è stato un allenatore di pallacanestro filippino.

## Carriera
Soprannominato Il Maestro, è noto soprattutto per la sua lunga carriera di allenatore con i Crispa Redmanizers; durante i suoi 16 anni nella Philippine Basketball Association (PBA) (1975-1991), Dalupan ha conquistato 15 campionati, stabilendo il record di maggiori vittorie per un allenatore nella lega, record che è rimasto imbattuto per 23 anni fino al 2013.
Dalupan detiene anche il record per il maggior numero di campionati di basket maschile nell’Università delle Filippine (UAAP), avendo guidato i Red Warriors dell'Università dell'Est alla vittoria di ben 12 titoli.
È stato l'allenatore delle Filippine ai Campionati mondiali del 1959, dove portò la nazionale ad uno ottavo posto finale.
Allenò anche la Filippine  che partecipò alla Universiade del 1967 (5º posto), ai Giochi Asiatici del 1970 (5º posto), al Torneo Pesta Sukan del 1970, concluso con la vittoria finale ed a quello del 1972, concluso al secondo posto.

## Palmares

### Allenatore

#### Università
- UAAP Basketball Championship: 12

UE Red Warriors: 1957, 1958, 1960, 1962, 1963, 1965, 1966, 1967, 1968, 1969, 1970, 1971
- NCAA Philippines Basketball Championship : 2

Ateneo Blue Eagles: 1975, 1976
- National Intercollegiate : 6

#### Nazionale
- Pesta Sukan Tournament : 1

Filippine: 1972

#### Tornei Amatoriali
- BAP Metropolitan Open : 1

Crispa: 1962
- MICAA Championship : 4

Crispa:1970 Open, 1971 Al-Filipino, 1972 All-Filipino, 1974 All-Filipino
- BAP National Seniors : 3

Crispa: 1970, 1971, 1972
- BAP National Invitational : 4

Crispa: 1970, 1971, 1974, 1975
- BAP President's Cup : 1

Crispa: 1970
- BAP Tournament of Champions : 2

Crispa: 1970, 1971
- BAP Palarong Pilipino : 1

Crispa: 1974

#### Philippine Basketball Association
- PBA Philippine Cup : 7

Crispa: 1975, 1977, 1979, 1980
Coffee Makers: 1984, 1985, 1987
- PBA All-Philippine Championship : 2

Crispa: 1975, 1976
- PBA Open Conference : 3

Crispa: 1976, 1977
Coffee Makers: 1985
- PBA Reinforced Filipino : 1

Crispa: 1981
- PBA Invitational championship : 1

Coffee Makers: 1984
- PBA Third Conference : 1

Purefoods: 1990